# 吉村怜
吉村 怜（よしむら れい、1929年 - ）は、日本の仏教美術史学者、早稲田大学名誉教授。

## 経歴
東京府に生まれる。1957年早稲田大学文学部美術専攻卒業、1959年同大学院東洋美術史修士課程修了。1962年早稲田大学助手、講師、助教授を経て教授、1999年定年、早稲田大学名誉教授。1980年「北魏仏教図像の研究」で文学博士。

## 著書
- 『中国仏教図像の研究』東方書店, 1983
- 『天人誕生図の研究 東アジア仏教美術史論集』東方書店, 1999.3
- 『仏像の着衣と僧衣の研究 東洋美術史論考』法蔵館、2019

### 共著
- 『中国美術の旅』吉村ちさ子共著. 美術出版社, 1980
- 『會津八一 その人とコレクション』大橋一章共著. 早稲田大学出版部, 1997

### 記念論集
- 『東洋美術史論叢』吉村怜博士古稀記念会 編. 雄山閣出版, 1999

## 論文
- <吉村怜